# Sparkasse Hainburg-Bruck-Neusiedl
Die Sparkasse Hainburg-Bruck-Neusiedl AG ist ein niederösterreichisches Bankunternehmen mit Sitz in Hainburg und Teil der Sparkassengruppe in Österreich. Sie entstand 1867 als Gemeindesparkasse. Die Sparkasse ist Mitglied des Kooperations- und Haftungsverbundes der österreichischen Sparkassen und des Österreichischen Sparkassenverbands.

## Gründungsgeschichte
Die Sparkasse Hainburg öffnete am 1. Jänner 1867 im 1. Stock des Gemeindegebäudes ihre Pforten. Zu dieser Zeit regierte über die Monarchie Österreich-Ungarn Kaiser Franz Joseph I. Nach den verlorenen Kriegen gegen Italien und Preußen begann die sogenannte „Gründerzeit“, in der die Wiener Ringstraße mit ihren Prachtbauten errichtet wurde. Auch in Hainburg setzte sich einiges in Bewegung: Nachdem 1853 die Gründung einer Sparkassen-Aktiengesellschaft nach ungarischem Vorbild abgelehnt worden war, beschloss der Gemeinderat unter Bürgermeister Josef Owesny im Jahr 1864 die Gründung einer Gemeindesparkasse für Hainburg, um den minder bemittelten Volksklassen die Gelegenheit zur sicheren Aufbewahrung, Verzinsung und Vermehrung kleiner Ersparnisse darzubieten, und den Geist der Arbeitsamkeit und Sparsamkeit bei denselben zu wecken..." (§ 1 der Gründungsstatuten). Die Statuten wurden erst 1866 vom Innenministerium genehmigt, sodass mit Jahresbeginn des folgenden Jahres der Geschäftsbetrieb aufgenommen werden konnte.

### Geschichte der Sparkasse Bruck an der Leitha
Die Sparkasse eröffnete am 1. Jänner 1890 ihren Geschäftsbetrieb und hatte ihren ersten Sitz im Rathaus. 1930 kaufte die Sparkasse das Gebäude Stefaniegasse 4 und übersiedelte nach einigen Umbauten in dieses Gebäude. 1961 erwarb die Sparkasse schließlich das Gebäude am Hauptplatz 14, das sie abreißen und an dessen Stelle ein neues Sparkassenhaus errichten ließ. In den Jahren 1981, 1988, 1993 und 2007 kam es zu umfangreichen Umbauten in diesem Gebäude.
Die Sparkasse Bruck an der Leitha gründete Zweigstellen 1953 in Mannersdorf, 1978 in Enzersdorf an der Fischa, Au am Leithaberge und Schwadorf. 1993 fusionierte sie mit DIE ERSTE österreichische Spar-Casse – Bank AG. 2002 wurde die Sparkasse Bruck an der Leitha an die Sparkasse Hainburg-Bruck-Neusiedl AG übertragen.

#### Gemeinnützige Projekte/Sponsoring
Vor allem in den 1960er Jahren gab es zahlreiche Zuschüsse für die Volks- und Hauptschulen, die Kirchenrenovierung und die Kinderspielplätze.
1989: Im Jubiläumsjahr des 100. Gründungstages wurde die Dreifaltigkeitssäule am Hauptplatz renoviert sowie mehrere Fahrzeuge für das Rote Kreuz, die Aktion Essen auf Räder und für Sportvereine angeschafft.

### Geschichte der Sparkasse des Bezirkes Neusiedl am See
Durch den Zusammenbruch der meisten Banken im nördlichen Burgenland in den 1920er Jahren ergab sich im gesamten Burgenland die dringende Notwendigkeit der Gründung von Sparkassen nach österreichischem Recht. Die Initiative ging 1927 vom Bürgermeister von Neusiedl am See aus, die Gemeinden Neusiedl, Kittsee, Winden und Gattendorf übernahmen die Haftung, der Reichsverband der Sparkassen unterstützte den Plan von der rechtlichen Seite. Noch im gleichen Jahr wurden die Statuten genehmigt und am 2. Jänner 1928 wurde der Geschäftsbetrieb eröffnet. Der erste Sitz der Sparkasse war der erste Stock des Rathauses. 1938 wurde das Haus Hauptplatz 44 gekauft und der Betrieb dorthin verlegt. Als das Gebäude 1947 den ursprünglichen Besitzern zurückgestellt werden musste, übersiedelte die Sparkasse wieder ins Rathaus. Man kaufte rasch ein anderes Gebäude in der Unteren Hauptstraße, das aber erst 1958 eröffnet werden konnte. Das Gebäude wurde 1978 und 1996 weitgehend umgebaut.
Zweigstellengründungen der Sparkasse des Bezirkes Neusiedl am See waren 1944 in Frauenkirchen (durch Fusion der Spar- und Kreditbank), 1962 in Kittsee, 1977 in Winden und 1978 in Illmitz, Halbturn und Andau. Im Jahr 1992 erfolgte die Fusion mit „DIE ERSTE österreichische Spar-Casse – Bank AG“, 2002 die Übertragung der Sparkasse Neusiedl am See an die Sparkasse Hainburg-Bruck-Neusiedl AG.
Nach 1960 gab es zahlreiche finanzielle Unterstützungen für Verschönerungsvereine des Einzugsgebietes, der Schulen, für Turnsäle und Kindergärten sowie der Freiwilligen Feuerwehr und des Roten Kreuzes.

## Bauliche Entwicklung der Hauptanstalt
Die Sparkasse begann ihre Geschäftstätigkeit in der Gemeindekanzlei des Rathauses, wo noch im 19. Jahrhundert mehrere Räume hinzugemietet wurden. 1925 wurde das Gebäude Hauptplatz 1 angekauft und renoviert. 1962 bis 1964 erfolgte ein totaler Umbau, danach gab es weitere kleinere Modernisierungen. Im Jahr 2001 wurde eine komplette Neugestaltung des Kundenfoyers sowie der Beratungsplätze im Erdgeschoß vorgenommen.

## Fusionen
Im Jahr 2002 erfolgte die Übertragung von 13 Erste-Filialen aus der Region Bruck an der Leitha und Neusiedl am See an die NÖ. Sparkasse Hainburg, Bank AG mit der gleichzeitigen Neubenennung Sparkasse Hainburg-Bruck-Neusiedl Aktiengesellschaft.

## Stiftung
Nachdem der Gesetzgeber Ende 1998 die rechtliche Möglichkeit geschaffen hatte, Vermögen von Anteilsverwaltungen in Stiftungen einzubringen, haben Vorstand und Sparkassenrat der Anteilsverwaltung Hainburg am 12. Juli 1999 die Gründungsakte unterschrieben und damit das gesamte Vermögen der Anteilsverwaltung Hainburg in die Privatstiftung Sparkasse Hainburg eingebracht.

## Gemeinnützige Projekte/Sponsoring
Bereits vor 1914 gab es zahlreiche Zuschüsse zum Straßenbau, zur Wasserversorgung und Abwasserbeseitigung, zu Kinderspielplätzen sowie zu den Schulen.
In der 2. Republik liegt der Schwerpunkt der Förderung vorerst in der Jugendpflege. 1967 wird ein „Sparefroh“-Kinderspielplatz gebaut und der Bau der Kinderbäder finanziert.
Anlässlich des 125-jährigen Bestandes widmete die Sparkasse zwei Millionen Schilling zur Gründung der Sparkassen-Jubiläumsstiftung.
Errichtung einer modernen Sportanlage für die Hainburger Hauptschulen.
Neugestaltung des Hainburger Hauptplatzes.
Diverse Anschaffungen für die Freiwilligen Feuerwehren, u. a. Anschaffung einer komplett ausgerüsteten Hubrettungsfahrzeuge/Drehleiter DLK 23-12 der FF Hainburg. Außerdem Teilsponsoring des Projektes Arche Noah (Kinderfreundliches Projekt am Tor zum Nationalpark Donau Auen), die Renovierung der Mariensäule am Hainburger Hauptplatz sowie die Errichtung eines neuen modernen Feuerwehreinsatzzentrums in Hainburg.
Kultursponsoring im Rahmen des Kulturpreises der Sparkasse Hainburg-Bruck-Neusiedl AG und der Stadtgemeinde Bruck an der Leitha. Gefördert werden sowohl kulturschaffende als auch beispielgebende Projekte auf dem Gebiet der Kultur und des Vereinswesens.
Sport-Namens-Sponsoring u. a. beim Brucker-Sparkasse-City-Lauf mit Start/Ziel am Brucker Hauptplatz unter Beteiligung der Bevölkerung von Nah und Fern.